# Terminal Velocity (jeu vidéo)
Pour les articles homonymes, voir Terminal Velocity.
Terminal Velocity est un jeu vidéo de simulation développé par Terminal Reality et édité par 3D Realms, sorti en 1995 sur DOS, Windows, Mac, iOS et Android.

## Accueil
- GameSpot : 6,9/10[2]